# Ministerio de Hacienda y Crédito Público

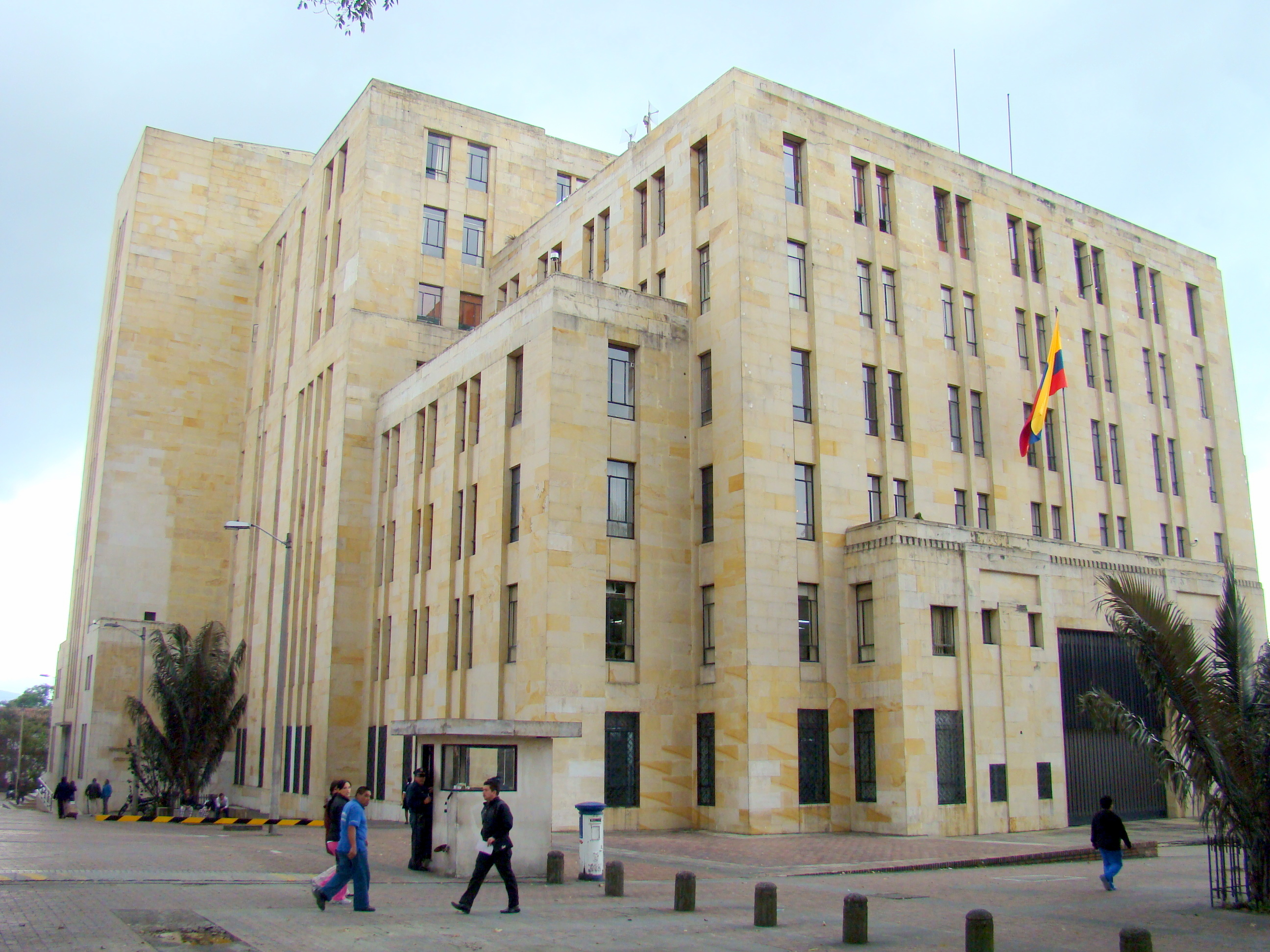
Hauptsitz in Bogotá

Das Ministerio de Hacienda y Crédito Público (Ministerium für Finanzen und öffentlichen Kredit) ist das kolumbianische Finanzministerium. Es ist zuständig für die Festlegung und Umsetzung der Finanz-, Steuer-, Haushalts-, Kredit- und Wirtschaftspolitik auf nationaler Ebene. Das Ministerium verwaltet den Staatshaushalt, koordiniert mit der Zentralbank währungs- und geldpolitische Maßnahmen und reguliert den öffentlichen Schuldenstand sowie den Finanzsektor.
Seine Ursprünge reichen bis ins Jahr 1821 zurück, als die Secretaría de Hacienda gegründet wurde. In seiner heutigen Form besteht das Ministerium seit dem 18. Juli 1923. Es untersteht dem Präsidenten der Republik und ist Teil der Exekutive. Das Ministerium besteht aus mehreren Vize‑Ministerien sowie nachgeordneten Einrichtungen wie dem Schatzamt, der Steuer- und Zollbehörde DIAN und der Finanzaufsicht.
Zu den Hauptaufgaben zählen die Planung und Kontrolle der Staatsfinanzen, die Verwaltung des Nationalbudgets, die Aufsicht über den Kapitalmarkt und die Vertretung Kolumbiens bei internationalen Finanzorganisationen. Das Ministerium spielt außerdem eine zentrale Rolle bei der Ausarbeitung wirtschaftlicher Gesetze und Verordnungen.